# Bucșani (Dâmbovița)
Pour les articles homonymes, voir Bucșani.
Bucșani est une commune du județ de Dâmbovița en Roumanie.